# Học viện Khoa học và Công nghệ
Học viện Khoa học và Công nghệ (tiếng Anh: Graduate University of Sciences and Technology hay viết tắt là GUST) là một học viện công lập trực thuộc Viện Hàn lâm Khoa học và Công nghệ Việt Nam, nằm trong hệ thống giáo dục quốc dân Việt Nam.

## Lịch sử hình thành
Ngày 22 tháng 9 năm 2014, Thủ tướng Chính phủ ra Quyết định số 1691/QĐ-TTg về việc thành lập Học viện Khoa học và Công nghệ.
Học viện Khoa học và Công nghệ là cơ sở giáo dục, đơn vị sự nghiệp trực thuộc Viện Hàn lâm Khoa học và Công nghệ Việt Nam có tư cách pháp nhân, con dấu và tài khoản riêng, có chức năng và nhiệm vụ chính.

## Cơ cấu tổ chức
Ban Lãnh đạo Học viện Khoa học và Công nghệ gồm:
- Giám đốc: GS.TS.NCVCC. Vũ Đình Lãm
- Phó Giám đốc: TS. NCVCC. TRẦN THỊ PHƯƠNG ANH; TS. NCVC. NGUYỄN THỊ TRUNG

### Các phòng ban
- Phòng Tổ chức hành chính
- Phòng Kế toán
- Phòng Đào tạo
- Phòng Công tác học viên
- Phòng Quản lý khoa học và Hợp tác Quốc tế

### Các khoa, bộ môn
- Khoa Toán học
- Khoa Hóa học
- Khoa Vật lý
- Khoa Công nghệ sinh học
- Khoa Các khoa học trái đất
- Khoa Khoa học và Công nghệ biển
- Khoa Địa lý
- Khoa Công nghệ thông tin và Viễn thông
- Khoa Sinh thái và tài nguyên sinh vật
- Khoa Khoa học vật liệu và Năng lượng
- Khoa Cơ học và Tự động hóa
- Khoa Công nghệ Môi trường
- Bộ môn Triết học
- Bộ môn Ngoại ngữ